# Rallye Monte-Carlo 2019
Le Rallye Monte-Carlo 2019 est la 1re manche du championnat du monde des rallyes 2019. Il se déroule du 24 au 27 janvier 2019 sur 16 épreuves spéciales. Il est remporté par le duo Sébastien Ogier et Julien Ingrassia pour sa première apparition avec une Citroën C3 WRC et au terme d'un duel intense avec la paire Thierry Neuville et Nicolas Gilsoul. C'est en effet le Monte-Carlo le plus serré de l'histoire avec 2 s 2 d'écart seulement. C'est aussi la septième fois que le duo français remporte l'épreuve, égalant le record de la paire Sébastien Loeb et Daniel Elena qui a terminé 4e du rallye.

## Présentation
| Date                | no   | Nom de la spéciale                          | Distance |
| ------------------- | ---- | ------------------------------------------- | -------- |
| 24 janvier          | —    | Gap [Shakedown]                             | 3,35 km  |
| Étape 1 — 166,47 km |      |                                             |          |
| 24 janvier          | ES1  | La Bréole — Selonnet                        | 20,76 km |
| 24 janvier          | ES2  | Avançon — Notre-Dame-du-Laus                | 20,59 km |
| 25 janvier          | ES3  | Valdrôme — Sigottier 1                      | 20,04 km |
| 25 janvier          | ES4  | Roussieux — Laborel 1                       | 24,05 km |
| 25 janvier          | ES5  | Curbans — Piégut 1                          | 18,47 km |
| 25 janvier          | ES6  | Valdrôme — Sigottier 2                      | 20,04 km |
| 25 janvier          | ES7  | Roussieux — Laborel 2                       | 24,05 km |
| 25 janvier          | ES8  | Curbans — Piégut 2                          | 18,47 km |
| Étape 2 — 93,38 km  |      |                                             |          |
| 26 janvier          | ES9  | Agnières-en-Dévoluy — Corps 1               | 29,82 km |
| 26 janvier          | ES10 | St.-Leger-les-Mélèzes — La Bâtie-Neuve 1    | 16,87 km |
| 26 janvier          | ES11 | Agnières-en-Dévoluy — Corps 2               | 29,82 km |
| 26 janvier          | ES12 | St.-Leger-les-Mélèzes — La Bâtie-Neuve 2    | 16,87 km |
| Étape 3 — 63,98 km  |      |                                             |          |
| 27 janvier          | ES13 | La Bollène-Vésubie — Peïra-Cava 1           | 18,41 km |
| 27 janvier          | ES14 | La Cabanette — Col de Braus 1               | 13,58 km |
| 27 janvier          | ES15 | La Bollène-Vésubie — Peïra-Cava 2           | 18,41 km |
| 27 janvier          | ES16 | La Cabanette — Col de Braus 2 [Power stage] | 13,58 km |

## Engagés
| no | Engagé                  | Catégorie | Pilote              | Copilote                  | Voiture                | Pneus |
| -- | ----------------------- | --------- | ------------------- | ------------------------- | ---------------------- | ----- |
| 1  | Citroën Total WRT       | WRC       | Sébastien Ogier     | Julien Ingrassia          | Citroën C3 WRC         | M     |
| 3  | M-Sport Ford WRT        | WRC       | Teemu Suninen       | Marko Salminen            | Ford Fiesta WRC        | M     |
| 4  | Citroën Total WRT       | WRC       | Esapekka Lappi      | Janne Ferm                | Citroën C3 WRC         | M     |
| 5  | Toyota Gazoo Racing WRT | WRC       | Kris Meeke          | Sebastian Marshall        | Toyota Yaris WRC       | M     |
| 7  | M-Sport Ford WRT        | WRC       | Pontus Tidemand     | Ola Fløene                | Ford Fiesta WRC        | M     |
| 8  | Toyota Gazoo Racing WRT | WRC       | Ott Tänak           | Martin Järveoja           | Toyota Yaris WRC       | M     |
| 10 | Toyota Gazoo Racing WRT | WRC       | Jari-Matti Latvala  | Miikka Anttila            | Toyota Yaris WRC       | M     |
| 11 | Hyundai Shell Mobis WRT | WRC       | Thierry Neuville    | Nicolas Gilsoul           | Hyundai i20 Coupe WRC  | M     |
| 19 | Hyundai Shell Mobis WRT | WRC       | Sébastien Loeb      | Daniel Elena              | Hyundai i20 Coupe WRC  | M     |
| 33 | M-Sport Ford WRT        | WRC       | Elfyn Evans         | Scott Martin              | Ford Fiesta WRC        | M     |
| 89 | Hyundai Shell Mobis WRT | WRC       | Andreas Mikkelsen   | Anders Jæger              | Hyundai i20 Coupe WRC  | M     |
| 20 | DreamOne Racing         | WRC       | Mauro Miele         | Luca Beltrame             | Citroën DS3 WRC        | M     |
| 21 | M-Sport Ford WRT        | WRC-2 Pro | Gus Greensmith      | Elliott Edmondson         | Ford Fiesta R5         | M     |
| 22 | Yoann Bonato            | WRC-2 Pro | Yoann Bonato        | Benjamin Boulloud         | Citroën DS3 R5         | M     |
| 23 | Ole Christian Veiby     | WRC-2     | Ole Christian Veiby | Jonas Andersson           | Volkswagen Polo GTI R5 | M     |
| 24 | Nicolas Ciamin          | WRC-2     | Nicolas Ciamin      | Yannick Roche             | Volkswagen Polo GTI R5 | M     |
| 25 | Guillaume de Mévius     | WRC-2     | Guillaume de Mévius | Martijn Wydaeghe          | Citroën C3 R5          | M     |
| 26 | Adrien Fourmaux         | WRC-2     | Adrien Fourmaux     | Renaud Jamoul             | Ford Fiesta R5         | M     |
| 27 | Grégoire Munster        | WRC-2     | Grégoire Munster    | Louis Louka               | Škoda Fabia R5 (en)    | P     |
| 28 | Daytona Race            | WRC-2     | Massimo Pedretti    | Emanuele Baldaccini       | Hyundai i20 R5         | P     |
| 29 | Rhys Yates              | WRC-2     | Rhys Yates          | Denis Giraudet            | Škoda Fabia R5 (en)    | P     |
| 30 | Škoda Motorsport        | WRC-2 Pro | Kalle Rovanperä     | Jonne Halttunen           | Škoda Fabia R5 (en)    | M     |
| 31 | Tommi Mäkinen Racing    |           | Takamoto Katsuta    | Daniel Barritt            | Ford Fiesta R5         | P     |
| 34 | Sarrazin Motorsport     |           | Stéphane Sarrazin   | Jacques-Julien Renucci    | Hyundai i20 R5         | P     |
| 35 | Manuel Villa            | WRC-2     | Manuel Villa        | Daniele Michi             | Škoda Fabia R5 (en)    | P     |
| 50 | "Hervé Knapick"         |           | "Hervé Knapick"     | Marie-Laure Lemonnier-Peu | Citroën DS3 R5         | P     |

| Clé       | Clé                                                                             |
| Icône     | Classe                                                                          |
| --------- | ------------------------------------------------------------------------------- |
| WRC       | Engagés WRC éligibles pour marquer des points au classement constructeurs       |
| WRC       | Engagés majeurs inéligibles pour marquer des points au classement constructeurs |
| WRC-2 Pro | Enregistrés pour marquer des points dans le championnat WRC-2 Pro               |
| WRC-2     | Enregistrés pour marquer des points dans le championnat WRC-2                   |

## Déroulement de l’épreuve

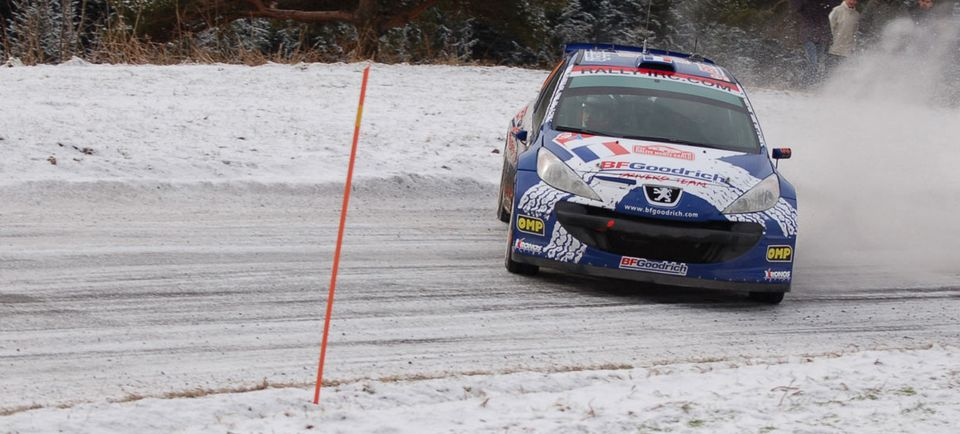
Sébastien Ogier et Julien Ingrassia, 10 ans plus tôt, au rallye Monte-Carlo 2009.

Le rallye débute le jeudi soir avec deux spéciales longues d'un peu plus de 20 km chacune et disputées de nuit. Ott Tänak signe le meilleur chrono de l'ES1 et reste en tête à l'issue de l'ES2 remportée par Thierry Neuville. Ces deux spéciales ont créé des écarts puisque hormis Neuville et Sébastien Ogier, tous les autres concurrents sont relégués à plus de 45 s de la tête.
La journée de vendredi propose une boucle de trois spéciales à parcourir à deux reprises, une fois le matin et une autre fois l’après-midi. Les conditions sont comme la veille variées, ce qui implique des stratégies pneumatiques différentes. Néanmoins, ces dernières sont perturbées par l'annulation de la première spéciale pour raisons de sécurité, des spectateurs s'étant massés dans des endroits interdits. L'ES4 suivante voit Sébastien Loeb, qui a quitté à l'intersaison Citroën pour rejoindre Hyundai, signer son premier scratch sous ses nouvelles couleurs. Son coéquipier Neuville prend lui le commandement du rallye, et le conserve à la mi-journée malgré le meilleur temps d'Ogier dans l'ES5.
Le sextuple champion du monde poursuit sur sa lancée à la reprise en remportant l’ES6 et recolle au pilote belge, ce dernier ayant fauté dès le premier virage de la spéciale en passant dans une voie de sortie à haute vitesse. Le deuxième passage dans Roussieux-Laborel est à nouveau dominé par Loeb, pendant que le haut du classement est chamboulé. En effet, Tänak a dû s'arrêter pour changer de roue et a perdu deux minutes environ, et dans le même temps, Ogier a ravi le leadership à Neuville en le devançant de près de 25 s. Mais le pilote belge remporte la dernière spéciale de la journée, si bien que vendredi soir, Ogier est en tête avec 2 s 0 d'avance sur Neuville. Andreas Mikkelsen complète le podium provisoire à plus d'une minute, suivent Latvala et Loeb.
La journée de samedi est moins chargée avec au programme une boucle de deux spéciales à parcourir à deux reprises. Exclu de la course à la victoire, Ott Tänak adopte un rythme élevé, si bien qu'il remporte les quatre spéciales de la journée. Cette dernière a moins souri à Elfyn Evans, qui après avoir connu des crevaisons, a été contraint à l'abandon à la suite d'une sortie de route. Le duel pour la victoire entre Sébastien Ogier et Thierry Neuville se poursuit, aucun des deux n’arrivant à faire la différence. Ainsi, Ogier, vainqueur à six reprises du rallye, est toujours en tête à la fin de la journée avec seulement 4 s 3 d'avance sur Neuville. Sébastien Loeb complète le podium provisoire à près de deux minutes, suivi des Toyota de Latvala et Tänak.
L'ultime journée du rallye propose le même schéma de parcours que la veille. Les passages célèbres au col de Turini et au col de Braus sont au rendez-vous. La victoire se joue entre Ogier et Neuville, mais Tänak est de nouveau le plus rapide et s'adjuge les deux premières spéciales, ravissant par la même occasion la troisième place à Loeb. Cette série s'interrompt lors de l'avant-dernière spéciale qui est remportée par Neuville. Le pilote belge se rapproche encore plus d'Ogier à qui il a repris du temps durant toute la matinée. Ainsi, Neuville ne pointe désormais qu'à 0 s 4 du Gapençais ! La dernière spéciale remportée par Kris Meeke est donc décisive pour la victoire, et c'est Sébastien Ogier qui prend le dessus en devançant Thierry Neuville de 1 s 8.
Finalement, Sébastien Ogier, copiloté par Julien Ingrassia, remporte le Monte-Carlo le plus serré de l'histoire avec 2 s 2 d'avance sur le deuxième Neuville ! C'est la sixième fois consécutive que le duo remporte l'épreuve et la septième fois dans toute sa carrière, égalant ainsi le record de la paire Sébastien Loeb et Daniel Elena. Il réalise une bonne opération au championnat en marquant d'entrée 29 points sur 30 possibles. Le podium est complété par Ott Tänak qui pointe à plus de deux minutes, suivi de Loeb, Latvala et Meeke. Les quatre dernières places du Top 10 sont occupés par des concurrents du WRC-2, avec à leur tête Gus Greensmith 7e, qui précède les français Yoann Bonato, Stéphane Sarrazin et Adrien Fourmaux, ce dernier marquant son premier point en WRC.

## Résultats

### Classement final
| Pos.               | no | Pilote             | Copilote               | Équipe                  | Voiture               | Classe    | Temps             | Diff.          | Points |
| ------------------ | -- | ------------------ | ---------------------- | ----------------------- | --------------------- | --------- | ----------------- | -------------- | ------ |
| Classement général |    |                    |                        |                         |                       |           |                   |                |        |
| 1                  | 1  | Sébastien Ogier    | Julien Ingrassia       | Citroën Total WRT       | Citroën C3 WRC        | WRC       | 3 h 21 min 15 s 9 | -              | 29     |
| 2                  | 11 | Thierry Neuville   | Nicolas Gilsoul        | Hyundai Shell Mobis WRT | Hyundai i20 Coupe WRC | WRC       | 3 h 21 min 18 s 1 | +2 s 2         | 21     |
| 3                  | 8  | Ott Tänak          | Martin Järveoja        | Toyota Gazoo Racing WRT | Toyota Yaris WRC      | WRC       | 3 h 23 min 31 s 1 | +2 min 15 s 2  | 17     |
| 4                  | 19 | Sébastien Loeb     | Daniel Elena           | Hyundai Shell Mobis WRT | Hyundai i20 Coupe WRC | WRC       | 3 h 23 min 44 s 1 | +2 min 28 s 2  | 12     |
| 5                  | 10 | Jari-Matti Latvala | Miikka Anttila         | Toyota Gazoo Racing WRT | Toyota Yaris WRC      | WRC       | 3 h 23 min 45 s 8 | +2 min 29 s 9  | 10     |
| 6                  | 5  | Kris Meeke         | Sebastian Marshall     | Toyota Gazoo Racing WRT | Toyota Yaris WRC      | WRC       | 3 h 26 min 52 s 1 | +5 min 36 s 2  | 13     |
| 7                  | 21 | Gus Greensmith     | Elliott Edmondson      | M-Sport Ford WRT        | Ford Fiesta R5        | WRC-2 Pro | 3 h 34 min 20 s 5 | +13 min 04 s 6 | 6      |
| 8                  | 22 | Yoann Bonato       | Benjamin Boulloud      | Yoann Bonato            | Citroën C3 R5         | WRC-2 Pro | 3 h 35 min 12 s 4 | +13 min 56 s 5 | 4      |
| 9                  | 34 | Stéphane Sarrazin  | Jacques-Julien Renucci | Stéphane Sarrazin       | Hyundai i20 R5        |           | 3 h 35 min 22 s 7 | +14 min 06 s 8 | 2      |
| 10                 | 26 | Adrien Fourmaux    | Renaud Jamoul          | Adrien Fourmaux         | Ford Fiesta R5        | WRC-2     | 3 h 37 min 19 s 3 | +16 min 03 s 4 | 1      |
| 11                 | 3  | Teemu Suninen      | Marko Salminen         | M-Sport Ford WRT        | Ford Fiesta WRC       | WRC       | 3 h 39 min 12 s 7 | +17 min 56 s 8 | 3      |

### Spéciales chronométrées
| WRC        |          |                                             |          |                                    |                                 |                  |                  |
| Jour       | Spéciale | Nom                                         | Longueur | Vainqueur                          | Voiture                         | Temps            | Meneur           |
| 24 janvier | -        | Gap (Shakedown)                             | 3,35 km  | Kris Meeke                         | Toyota Yaris WRC                | 1 min 56 s 8     | NC               |
| 24 janvier | ES1      | La Bréole - Selonnet                        | 20,76 km | Ott Tänak                          | Toyota Yaris WRC                | 13 min 02 s 0    | Ott Tänak        |
| 24 janvier | ES2      | Avançon - Notre-Dame-du-Laus                | 20,59 km | Thierry Neuville                   | Hyundai i20 Coupe WRC           | 13 min 18 s 5    | Ott Tänak        |
| 25 janvier | ES3      | Valdrôme - Sigottier 1                      | 20,04 km | Spéciale annulée                   | Spéciale annulée                | Spéciale annulée | Spéciale annulée |
| 25 janvier | ES4      | Roussieux - Laborel 1                       | 24,05 km | Sébastien Loeb                     | Hyundai i20 Coupe WRC           | 14 min 42 s 1    | Thierry Neuville |
| 25 janvier | ES5      | Curbans - Piégut 1                          | 18,47 km | Sébastien Ogier                    | Citroën C3 WRC                  | 13 min 49 s 1    | Thierry Neuville |
| 25 janvier | ES6      | Valdrôme - Sigottier 2                      | 20,04 km | Sébastien Ogier Jari-Matti Latvala | Citroën C3 WRC Toyota Yaris WRC | 13 min 39 s 5    | Thierry Neuville |
| 25 janvier | ES7      | Roussieux - Laborel 2                       | 24,05 km | Sébastien Loeb                     | Hyundai i20 Coupe WRC           | 14 min 26 s 6    | Sébastien Ogier  |
| 25 janvier | ES8      | Curbans - Piégut 2                          | 18,47 km | Thierry Neuville                   | Hyundai i20 Coupe WRC           | 13 min 25 s 5    | Sébastien Ogier  |
| 26 janvier | ES9      | Agnières-en-Dévoluy - Corps 1               | 29,82 km | Ott Tänak                          | Toyota Yaris WRC                | 20 min 54 s 0    | Sébastien Ogier  |
| 26 janvier | ES10     | St-Léger-les-Mélèzes - La Bâtie-Neuve 1     | 16,87 km | Ott Tänak                          | Toyota Yaris WRC                | 10 min 12 s 1    | Sébastien Ogier  |
| 26 janvier | ES11     | Agnières-en-Dévoluy - Corps 2               | 29,82 km | Ott Tänak                          | Toyota Yaris WRC                | 19 min 54 s 5    | Sébastien Ogier  |
| 26 janvier | ES12     | St-Léger-les-Mélèzes - La Bâtie-Neuve 2     | 16,87 km | Ott Tänak                          | Toyota Yaris WRC                | 9 min 53 s 2     | Sébastien Ogier  |
| 27 janvier | ES13     | La Bollène-Vésubie - Peïra-Cava 1           | 18,41 km | Ott Tänak                          | Toyota Yaris WRC                | 11 min 40 s 3    | Sébastien Ogier  |
| 27 janvier | ES14     | La Cabanette - Col de Braus 1               | 13,58 km | Ott Tänak                          | Toyota Yaris WRC                | 9 min 52 s 4     | Sébastien Ogier  |
| 27 janvier | ES15     | La Bollène-Vésubie - Peïra-Cava 2           | 18,41 km | Thierry Neuville                   | Hyundai i20 Coupe WRC           | 13 min 25 s 5    | Sébastien Ogier  |
| 27 janvier | ES16     | La Cabanette - Col de Braus 2 (Power Stage) | 13,58 km | Kris Meeke                         | Toyota Yaris WRC                | 9 min 37 s 3     | Sébastien Ogier  |

### Super spéciale
La super spéciale est une spéciale de 13,58 km courue à la fin du rallye. Elle est remportée par Kris Meeke.
| Pos. | Pilote           | Copilote           | Voiture               | Temps        | Diff.  | Pts. |
| ---- | ---------------- | ------------------ | --------------------- | ------------ | ------ | ---- |
| 1    | Kris Meeke       | Sebastian Marshall | Toyota Yaris WRC      | 9 min 37 s 3 | -      | 5    |
| 2    | Sébastien Ogier  | Julien Ingrassia   | Citroën C3 WRC        | 9 min 41 s 2 | +3 s 9 | 4    |
| 3    | Thierry Neuville | Nicolas Gilsoul    | Hyundai i20 Coupe WRC | 9 min 43 s 0 | +5 s 7 | 3    |
| 4    | Ott Tänak        | Martin Järveoja    | Toyota Yaris WRC      | 9 min 43 s 1 | +5 s 8 | 2    |
| 5    | Teemu Suninen    | Marko Salminen     | Ford Fiesta WRC       | 9 min 45 s 8 | +8 s 5 | 1    |